# Rambaian
Rambaian is een bestuurslaag in het regentschap Indragiri Hilir van de provincie Riau, Indonesië. Rambaian telt 2401 inwoners (volkstelling 2010).